# Герб Олександрівська
Герб Олександрівська — офіційний символ міста Олександрівськ у складі Артемівського району Луганська. Герб Олександрівська було затверджено рішенням міської ради від 28 грудня 2010 року.

## Опис
У лазуровому щиті срібна церква із золотими куполами, що випускає срібні промені. Поверх усього виникає соняшник із золотими пелюстками і чорною серцевиною з срібним написом «ОЛЕКСАНДРІВСЬК», обтяжений щитком, що виникає, перетятим золотим і червоним. У першій частині срібний шолом. У другій частині два чорних гарматних ствола, покладені в косий хрест. Щит обрамований синьо-жовтою стрічкою з написом «1772», із боків щита виходить червона стрічка. Над щитом сходить золоте сонце із променями з колосків.

## Історія

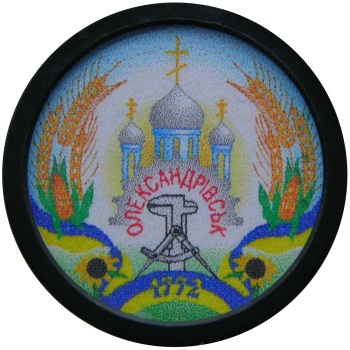
Попередній варіант

У центральній частині герба зображено православний храм. Нижче розташована шестерня та прилади для креслення, а також зображено назву міста червоними літерами. На жовто-блакитній стрічці, що дублює кольори національного прапору України зазначено дату заснування міста. По боках симетрично розміщені соняхи та пшеничні колоски, що символізують достаток.